# Compositori medievali
Nella seguente lista di compositori medievali, sono indicati quei compositori che hanno scritto musica a partire dal IX secolo e fino al XV secolo.

## Compositori nati prima del 1150
| - Papa Gregorio I - Xosroviduxt - Sahakduxt - Kassia - Notker I di San Gallo (Notker Balbulus) - Hucbald - Tuotilo (Tutilo) | - Oddone di Cluny - Odo da Arezzo - Godric (Saint Godric) - Ildegarda di Bingen - Adamo di San Vittore - Azalaïs de Porcairagues - Tibors |

## Compositori medioevali (nati dal 1150 al 1300)
| - Dionigi del Portogallo - Léonin - Pérotin - W. de Wycombe - Petrus de Cruce (Pierre de la Croix) - Berenguier de Palazol - Arnaut Daniel - Giraut de Bornelh - Marcabru - Peire Cardenal - Raymond Lull - Bernard de Ventadorn - Bertran de Born - Jaufré Rudel - Alfonso X di Castiglia - Wolfram von Eschenbach | - Walther von der Vogelweide - Neidhart von Reuenthal - Castelloza - Comtessa de Dìa - Maria di Francia - Alamanda de Castelnau - Maria de Ventadorn - Bianca di Castiglia - Margot e Maroie - Duchess of Lorraine - Maroie de Dregnau de Lille - Dame Maroie - Garsenda - Meister Rumelant - Marchetto da Padova - Wincenty z Kielczy |

## Compositori tardo-medioevali (nati dal 1300 al 1400)

### Francesi
| - Philippe de Vitry - Guillaume de Machaut - Jehan de Lescurel - Baude Cordier - Borlet - Bernardo di Cluny | - Trebor - Solage - François Andrieu - Grimace - Jacob Senleches - Egidius de Francia (Magister Egidius) |

### Fiamminghi
- Thomas Fabri
- Egardus

### Italiani (o attivi in Italia)
| - Jacopo da Bologna - Gherardello da Firenze - Giovanni da Firenze (aka Giovanni da Cascia) - Andrea da Firenze - Donato da Cascia - Bartolino da Padova - Niccolò da Perugia - Maestro Piero - Arrigo (Henricus) | - Francesco Landini - Antonello da Caserta - Filippo da Caserta (anche Philippus de Caserta, Philipoctus de Caserta) - Conradus de Pistoia - Johannes Ciconia - Gratiosus de Padua (o Grazioso da Padova) - Matteo da Perugia - Lorenzo da Firenze (Lorenzo Masini) (d. 1372 or 1373) - Ugolino da Orvieto - Bartolomeo da Bologna |

### Polacchi
- Nicholas of Radom

## Compositori di transizione fra il Medioevo ed il Rinascimento
| - Antonio Zacara da Teramo - Paolo da Firenze (c. 1355 – c. 1436; noto come Paolo Tenorista) - Giovanni Mazzuoli (Giovanni degli Organi) (1360–1426) - Johannes Tapissier (Jean de Noyers) (c. 1370 – prima del 1410) - Piero Mazzuoli (figlio di Giovanni Mazzuoli) - Baude Cordier - Mikołaj Radomski (prima del 1400) - Antonius de Civitate Austrie (Antonio da Cividale) (fl. c. 1392–1421) - Johannes Cesaris (fl. c. 1406–1417) - Roy Henry (molto probabilmente Enrico V d'Inghilterra) (fl. c. 1410) - Pycard (fl. c. 1410) | - Richard Loqueville (d. 1418) - Byttering (probabilmente Thomas Byttering) (fl. c. 1410–1420) - Bartolomeo da Bologna (fl. 1405–1427) - Jacobus Vide (fl. 1405–1433) - Oswald von Wolkenstein (1377-1445) - John Dunstable (c. 1380–1453) - Hugo de Lantins (fl. c. 1430) - Arnold de Lantins (fl. c. 1430) - Leonel Power (d. 1445) - Gilles Binchois (c. 1400–1460) - Johannes Brassart (c. 1400–1455) - Guillaume Dufay (c. 1400–1474) - Antoine Busnois (1430-1492) - Johannes Ockeghem (c. 1410–1497) |